# Voyou (chanson)
Pour les articles homonymes, voir Voyou.
Singles de Michel Berger
Apple Pie
(1982) Les Princes des villes
(1983)
Voyou est une chanson écrite, composée et interprétée par Michel Berger pour son album du même nom, sorti en 1983. Premier extrait de l'album à paraître en single 45 tours en février de la même année, il rencontre un succès commercial avec plus de 200 000 exemplaires vendus.
Entré le 9 avril 1983 dans le top 20 hebdomadaire à la 19e place, Voyou parvient à atteindre la 15e place le 23 avril 1983, avant de quitter le top 20 après cinq semaines de présence à la 18e place (7 mai 1983).

## Classement
| Classement (1983) | Meilleure place |
| ----------------- | --------------- |
| France (IFOP)     | 15              |